# Sandalodesmus gasparae
Sandalodesmus gasparae är en mångfotingart. Sandalodesmus gasparae ingår i släktet Sandalodesmus och familjen Chelodesmidae. Inga underarter finns listade i Catalogue of Life.